# 放課後 〜濡れた制服〜
『放課後 〜濡れた制服〜』（ほうかご ぬれたせいふく）は、2004年にBISHOPから発売されたアダルトゲームである。
2013年11月22日にはTGマーケットにてAndroid版の配信が開始された。
本作は、ブランドの特色を出すために射精に重きを置くという方針が立てられており、主人公が一度の行為中に何度も射精してヒロインを精液だらけにするといった演出がとられた。
また、挿入シーンでは「中に出す・外にかける」「口に出す・顔にかける」の選択が可能な場面もある。

## あらすじ

### プロローグ
主人公の渋井隆二は、不気味な容貌と、極めて自己中心的な性格、さらには妄想癖ゆえに周囲から疎まれていた。憧れの名門女子校に化学の教師として就任したものの、性格は変わらなかった。日頃のストレスや長年にわたって蓄積した性欲から校内で隠れて射精するようになった結果、白衣からは精液の臭いが染みついてしまい、学生たちからは陰で「イカ男」（イカ臭い男）という蔑称がつけられる。それでも渋井は学生たちに対しては優しく接する一方、彼女たちを盗撮してはそれを自慰のネタにしていた。
ある日、見回りをしていた彼は一人の女子生徒がテスト問題を盗むさまを目撃するが、デジカメで彼女のパンツを撮ってしまい、取り逃してしまう。翌日、趣味を露見されたくなかった渋井は、異常がなかったと報告をする。ところが、職員たちの間ではテスト問題の盗難はすでに知れ渡っており、彼を嫌っていた女性教師・早坂弥生は渋井が嘘の報告をしたことを学長に伝えたことから、1か月後に渋井の免職が確定する。
その後、渋井はテスト問題を盗んだ女子生徒・天河あゆみを呼び出して口裏合わせを試みるも逆に罵倒され、怒りを爆発させた渋井はとっさにあゆみを強姦する。凌辱と脅迫を繰り返した結果、あゆみは渋井に隷属する。
そして、開き直った渋井は、学園のアイドル・水野明里、理事の娘である氷川玲、図書委員の立花千秋、そして自分のいとこである藤原静音の4人をセックス奴隷に仕立て上げることを決意する。

## 登場人物
渋井 隆司（しぶい たかし）
声：青島刃(OVA)
本作の主人公。名門女子校で化学の授業を受け持つ。
水野 明里（みずの あかり）
声：長崎みなみ / 夏野こおり（OVA）
B85・W60・H89
誰からも慕われる学園のアイドルで、渋井に対しても好意的に接する。吹奏楽部に所属しており、フルートを担当している。
氷川 玲（ひかわ れい）
声：富樫ケイ / 井村屋ほのか（OVA）
B:90・W57・H86
学園の理事の娘。テニス部に所属しており、専属のテニスコーチを学園につれてきている。高飛車な性格をしており、渋井に「イカ男」という蔑称をつけた人物でもある。
立花 千秋（たちばな ちあき）
声：歌織 / 木葉楓（OVA）
B89・W58・H87
美しく大人しい図書委員。過去に水泳部に所属していたが、現在は退部している。
藤原 静音（ふじわら しずね）
声：岩泉まい / まきいずみ（OVA）
B74・W54・H78
渋井の従妹。渋井がかつて家庭教師を請け負っていた人物であり、彼を頭の良い人とみなして気に入っている。チアリーディング部に所属。
天河 あゆみ（てんかわ あゆみ）
声：カンザキカナリ / 芹園みや（OVA）
B86・W59・H87
チアリーディング部の部員。テスト問題を盗んだことが渋谷に見つかって以降、事あるごとに凌辱されて続けている。
佐野 郁美（さの いくみ）
声：西田こむぎ / 鈴田美夜子（OVA）
B83・W56・H84
千秋の友人。水泳部に所属。
早坂 弥生（はやさか やよい）
声：紫苑みやび / 高奈ゆか（OVA）
B94・W59・H:90
2年の学年主任。主人公を学園にふさわしくない人物だと考えている。

## アニメーション
2005年にミルキーレーベルによってアダルトアニメ化された。
各巻リスト
- 「放課後 〜濡れた制服〜 課外授業1」（2005年1月25日発売）
- 「放課後 〜濡れた制服〜 課外授業2」（2005年4月25日発売）
- 「放課後 〜濡れた制服〜 課外授業3 完結編」（2005年9月25日発売）

スタッフ
- 原作 - BISHOP
- 監督 - 雷火剣
- 脚本 - 真壁六郎太
- 絵コンテ - 咲坂守
- 演出 - 北川正人
- キャラクターデザイン - 本田P三
- 作画監督 - ココミスク
- 原画 - 咲坂守、微塵粉環、黒宮、樋口和德、中瀬広、小松原聖、SEROA
- 動画 - Ani Village、SEROA、スダジオ・ラグーン
- 色彩設計 - 北川正人
- 色指定 - 竹澤総
- デジタルペイント - Ani Village、SEROA、スダジオ・ラグーン
- 仕上げ検査 - 竹澤総
- 背景 - Ani Village
- 編集 - 和田光弘
- 音響監督 - 中川達人
- 楽曲 - SALAD
- プロデューサー - 野荟羅、下坂英男
- アニメーション制作 - ティーレックス
- 製作 - GPミュージアムソフト

## 小説版
- 「放課後 〜濡れた制服〜 パラダイムノベルズ」（著：庵乃音人・イラスト：DOH250R・監修：BISHOP、パラダイム、2004年5月25日発売） ISBN 4-894-90720-8